# Pseudeuchlora kafebera
Pseudeuchlora kafebera är en fjärilsart som beskrevs av Swinhoe 1894. Pseudeuchlora kafebera ingår i släktet Pseudeuchlora och familjen mätare. Inga underarter finns listade i Catalogue of Life.